# Districte de L'Haÿ-les-Roses
El Districte de L'Haÿ-les-Roses és un dels tres districtes amb què es divideix el departament de Val-de-Marne, a la regió de l'Illa de França. Té 5 cantons i 10 municipis. El cap del districte és la prefectura de L'Haÿ-les-Roses.

## Composició

### Cantons
- Cachan
- L'Haÿ-les-Roses
- Le Kremlin-Bicêtre
- Thiais
- Villejuif

### Municipis
Els municipis del districte de L'Haÿ-les-Roses, i el seu codi INSEE, son:
1. Arcueil (94003)
2. Cachan (94016)
3. Chevilly-Larue (94021)
4. Fresnes (94034)
5. Gentilly (94037)
6. L'Haÿ-les-Roses (94038)
7. Le Kremlin-Bicêtre (94043)
8. Rungis (94065)
9. Thiais (94073)
10. Villejuif (94076)